# Lövhalka
Lövhalka eller spårhalka uppstår på hösten när lövträd fäller sina löv på järnvägs- och spårvägsräls.

## Innebörd och åtgärder
När löv och barr hamnar mellan rälsen och fordonets stålhjul pressas cellulosa och äggviteämnen i löven ut, och det blir halt på spåret. Tågen får då svårt att starta och svårt att bromsa. Det räcker att tåg kör tjugo-trettio gånger där det ligger löv, för att fenomenet skall uppstå. Detta är särskilt märkbart vid väder som är fuktigt och kallt.
Det finns ingen åtgärd mot lövhalka som funkar enskilt, utan flera åtgärder måste vidtas sammantaget. Trafikverket i Sverige röjer träd och buskar invid spår och använder friktionsmedel på spåren eller ång- och högtryckstvättar dem. Halkan kan också åtgärdas genom att använda bättre rullande materiel.
Lövhalkan drabbar även landsvägstrafiken, men problemet är inte lika kännbart där.

## Platser kända för lövhalka
Ett ökänt ställe är på Göteborgs spårvägars linjenät i den så kallade "Sannabacken" på Fridhemsgatan utefter Långedragslinjen intill Västra begravningsplatsen i Majorna, på insidan av kyrkogårdsmuren finns det ett flertal lövträd.. Även Norra promenaden i Norrköping drabbas årligen svårt av lövhalka samt Saltsjöbanan i Nacka. Tidigare kända platser med återkommande lövhalka var Västkustbanans stigningar på främst norra delen av Hallandsåsen. När Hallandsåstunneln stod klar i slutet av 2015 lades dock den gamla banan över och runt åsen ner.